# Mobile World Congress
Het Mobile World Congress is de combinatie van 's werelds grootste tentoonstelling voor de mobiele telefoonindustrie en een congres waarin vooraanstaande bestuursvoorzitters van mobiele operatoren, verkopers en contenteigenaren bijeen komen. Het evenement, aanvankelijk het GSM World Congress genoemd en later hernoemd naar het 3GSM World Congress, wordt nog vaak het GSM World Congress of 3GMS genoemd.
Het congres van de GSMA of GSM Association wordt sinds 1987 jaarlijks gedurende een werkweek georganiseerd, van 1987 tot 1994 in Londen, in 1995 in Madrid, en van 1996 tot 2006 in het Zuid-Franse Cannes, sinds 2007 in de Fira de Barcelona, het handelsbeurscomplex van Barcelona gelegen in de voorstad L'Hospitalet de Llobregat. De eerste editie in Barcelona lokte 55.000 bezoekers. In 2016 waren er 101.000 bezoekers van de tentoonstelling en het conferentiegedeelte, in 2019 meer dan 109.000.
Producenten van mobiele telefoons gebruiken het Mobile World Congress om nieuwe toestellen of technologische ontwikkelingen aan te kondigen. Op de tentoonstelling zijn er meer dan 2300 stands voor leveranciers.